# Geografiska Annaler - Series A
Geografiska Annaler - Series A: Physical Geography is een internationaal, aan collegiale toetsing onderworpen wetenschappelijk tijdschrift op het gebied van de
aardwetenschappen.
De naam wordt in literatuurverwijzingen meestal afgekort tot Geogr. Ann. Phys. Geogr.
Het wordt uitgegeven door John Wiley and Sons namens de Swedish Society for Anthropology and Geography.